# Manuel Francisco Pavón Aycinena
Manuel Francisco Pavón Aycinena, né le 30 janvier 1798 à Nueva Guatemala de la Asunción et mort dans la même ville le 19 avril 1855, est un homme politique conservateur guatémaltèque durant le régime du président et général Rafael Carrera. Il est influent dans la branche exécutive du gouvernement et occupe plusieurs postes dans le cabinet durant sa carrière.

## Biographie

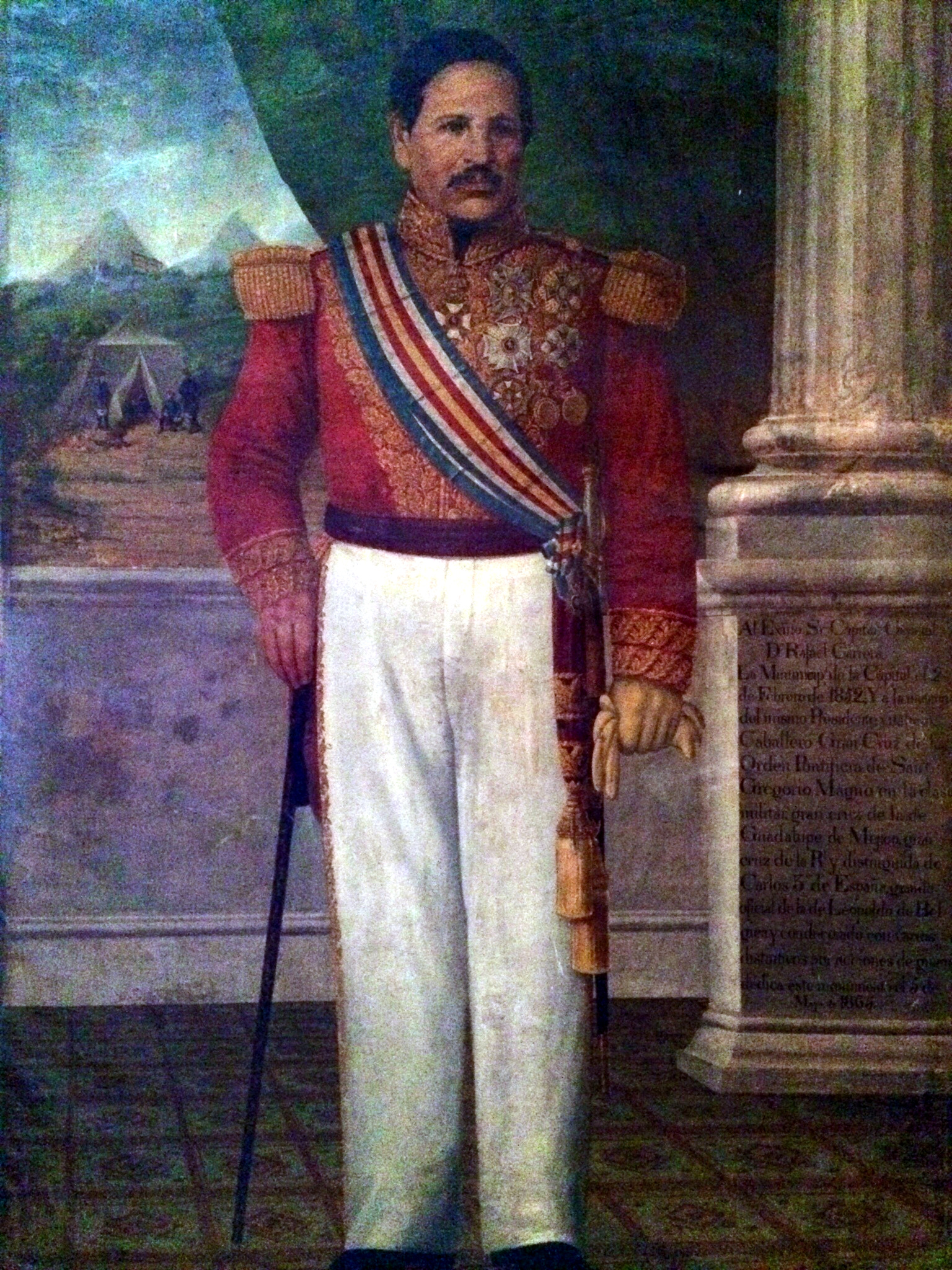
Capitaine-général Rafael Carrera, président à vie du Guatemala.

Pavón Aycinena, membre de l'influente et aristocratique famille Aycinena, fréquente l'université pontificale San Carlos Borromeo et participe à la première guerre civile centraméricaine (en) (1826-1829) aux côtés des forces conservatrices contre les forces libérales menées par le caudillo hondurien Francisco Morazán qui avait pour objectif de faire chuter le gouvernement mené par Mariano de Aycinena y Piñol. Après la défaite de Aycinena, Morazán expulse l'ensemble de la famille Aycinena qui s'installe d'abord au Panama avant de s'établir aux États-Unis. Il revient au Guatemala en 1837 avec l'arrivée au pouvoir de Rafael Carrera.

### Carrière politique

#### Théâtre Carrera

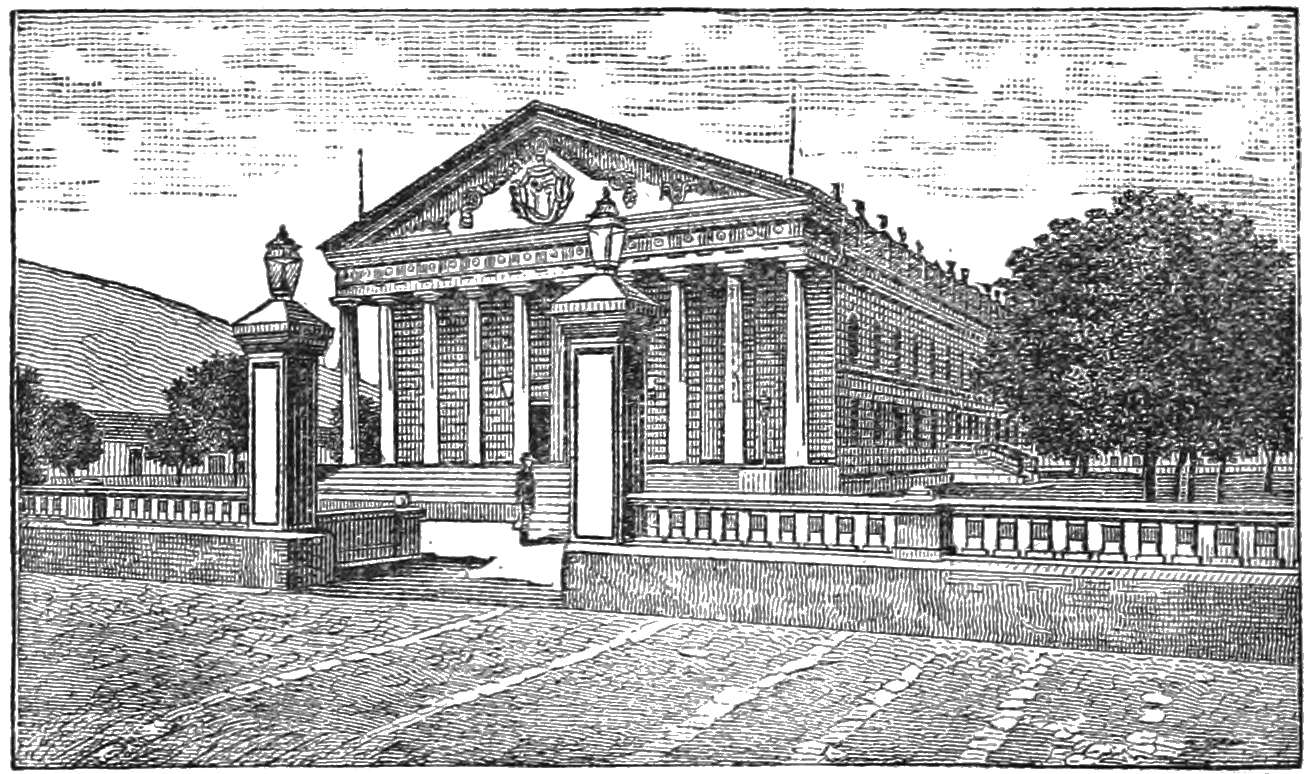
Théâtre Carrera.

Le 6 août 1832, le gouverneur guatémaltèque, Mariano Gálvez, signe un  décret ayant pour but la construction d'un théâtre au milieu de la Plaza Vieja. Cependant, malgré la volonté de Gálvez, des troubles politiques l'empêchent de voir la construction survenir sous son règne.
En 1852, Juan Matheu et Pavón Aycinena présentent les plans du futur théâtre qui sera nommé Théâtre Carrera.

#### Président à vie

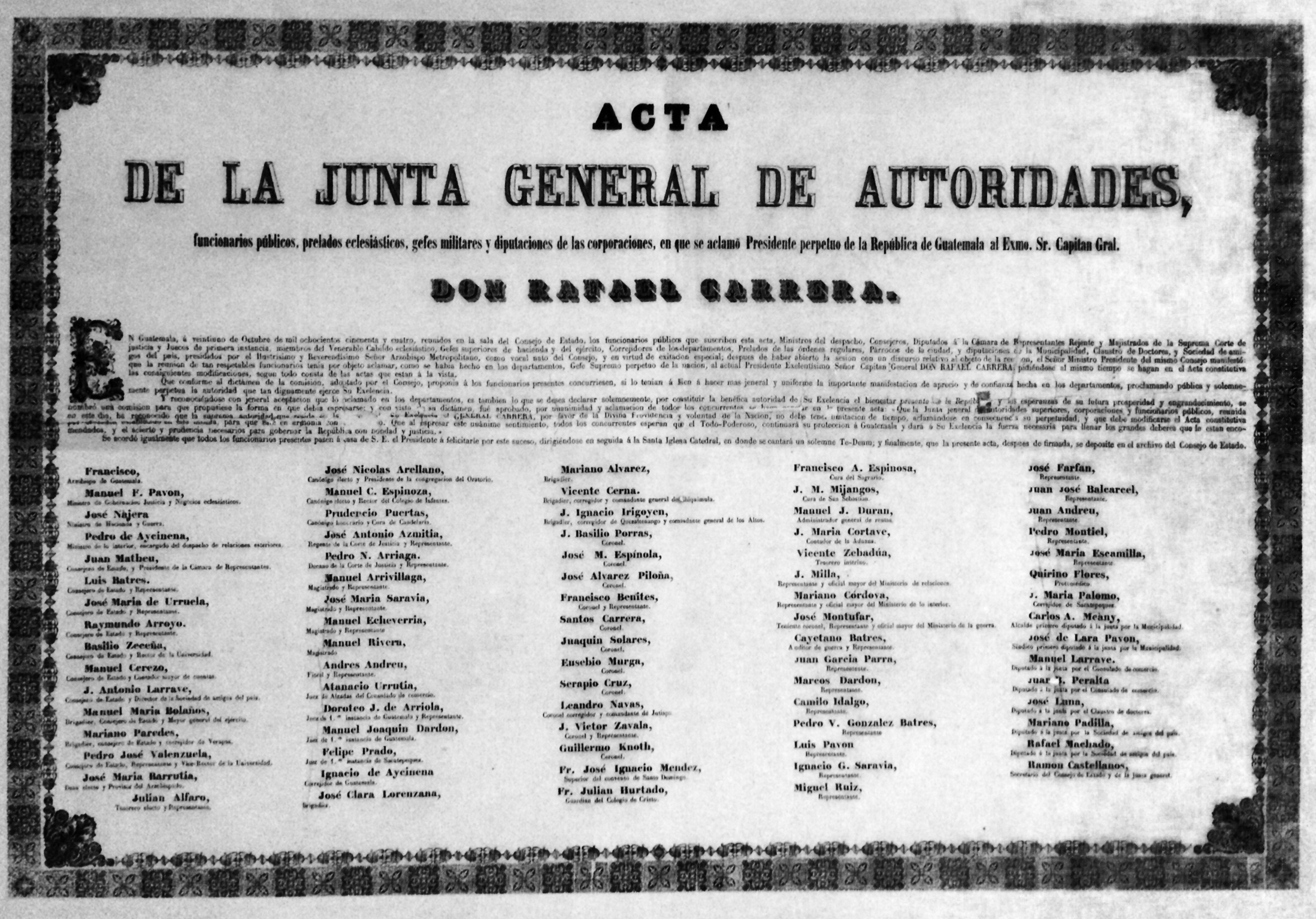
Copie du décret nommant président à vie, initiative de Pavón Aycinena

Peu après la prise de fonction de Carrera en 1851, Pavón Aycinena commence à souffrir de problèmes intestinaux. Le 5 mai 1853, il est si malade qu'il doit être envoyé à l'hospice où il retrouve finalement la santé. Le 25 octobre 1854, sur une initiative de Pavón Aycinena, Carrera est déclaré « chef suprême et perpétuel de la nation » avec le pouvoir de choisir son successeur. Carrera dirige alors comme président à vie jusqu'à son décès, le 14 avril 1865.

### Mort
En février 1855, alors que Pavón Aycinena est en vacances à Escuintla, il voit sa santé décliner rapidement. De retour à Guatemala le 17 mars, un prêtre lui prodige l'extrême-onction le 15 avril. Pavón Aycinena nomme ses cousins Pedro de Aycinena y Piñol et Luis Batres Juarros comme exécuteurs testamentaires.
Pavón Aycinena meurt le 19 avril 1855, entouré de ses proches et de personnalités ecclésiastiques importantes. Ses funérailles prennent place dans la Cathédrale Saint-Jacques de Guatemala et il est inhumé dans l'église de La Merced (en) à Antigua Guatemala.
Le 7 mai 1855, Carrera commande un portrait de Pavón Aycinena et le place dans la chambre principale du Palais présidentiel. Carrera donne également une pension qui équivaut à la moitié de son salaire à sa veuve, la plus généreuse pension remise au Guatemala à cette époque.

## Famille

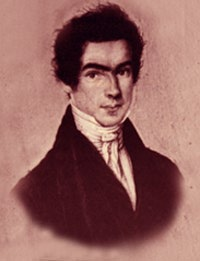
Mariano de Aycinena y Piñol (1789–1855)
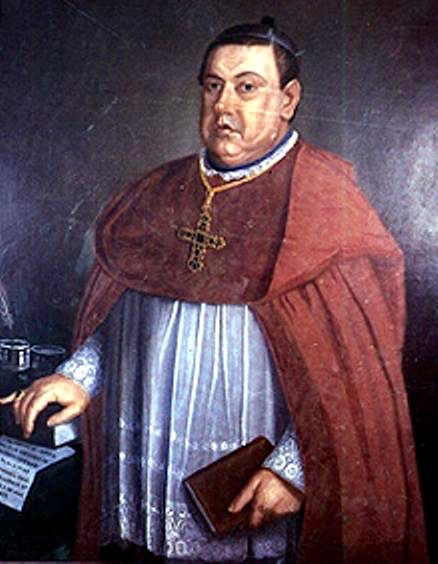
Juan José de Aycinena y Piñol (1792-1865)
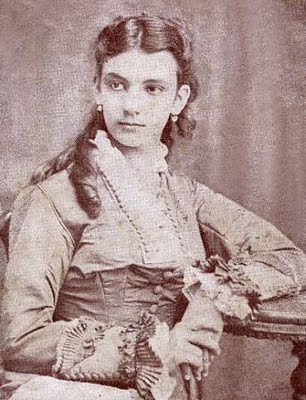
María Josefa García Granados (1795-1848)
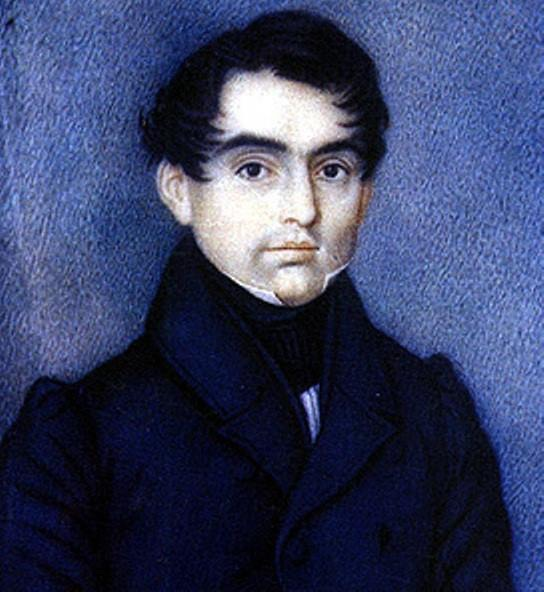
Manuel Francisco Pavón Aycinena (1798-1855)
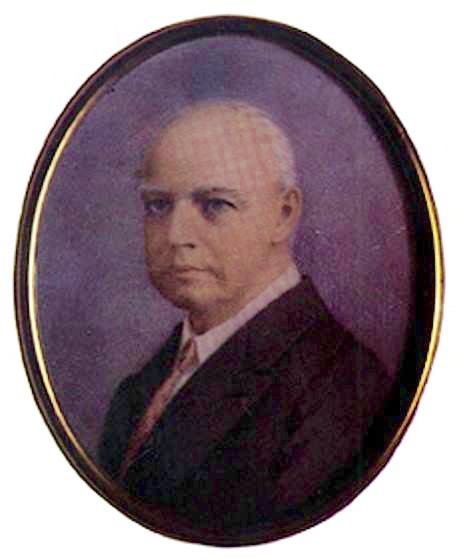
Pedro de Aycinena y Piñol (1802-1897), Président du Guatemala (avril-mai 1865)
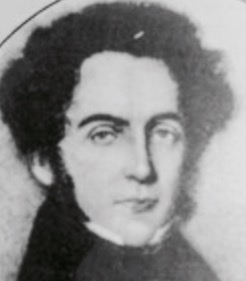
Luis Batres Juarros (1802-1862), maire de Guatemala (1845-1846)